# Агама
Ага́ма (Agama; від сур. agama, «ящірка») — рід ящірок родини агамових, ряду лускатих комахоїдних плазунів. Налічується як мінімум 37 видів в Африці, особливо в субсахарських регіонах.

## Опис
Довжина тіла становить від 5 до 35 см. Їх колір різниться між видами, статтю та залежно від настрою. Домінантні самці у шлюбний період демонструють найяскравіше забарвлення. Самки, як правило, не такі барвисті як самці виду. Тулуб у більшості стрункий, голова витягнута, хвіст тонкий та стиснутий з обох боків. Мають довгі та потужні задні лапи, здатні швидко бігти та стрибати, коли стривожені.
У міфології народів Африки південніше Сахари з агамами пов'язаний вплив смерті у світі. Швидка агама випереджує повільного хамелеона, якого послали боги людині зі звісткою про те, що вони повинні жити вічно, і оголошує людям, що вони смертні. У бушменів агама (гцау) вважалась іноді людиною «древнього народу», який заселяв країну в часи перетворення. З частин тіла гцау утворились гори.

## Спосіб життя
Агами ― денні тварини, тобто активні протягом світлового дня. Вони можуть переносити вищі температури, ніж більшість плазунів, але коли температура наближається до 38 °C, зазвичай ховаються в тіні. Харчуються в основному комахами. Їхні передні зуби, подібні до різців, та потужні щелепи пристосовані для боротьби з досить великою, твердопанцирною здобиччю. Інколи харчуються яйцями інших ящірок, рослинами, ягодами та насінням. Ряд ендемічних видів заселяють Сахару та кам'янисті пустелі Північної Африки (Agama bibroni, Agama flavimaculata), інші, навпаки, тяжіють до вологих тропічних лісів (Agama atricolis). Агама колоністів (Agama agama), що заселяє Західну Африку названа місцевими жителями за яскравий колір «райдужною», стала особливо численною на полях навколо селищ та навіть в домівках людини, де її охороняють та наглядають за нею, тому що вона знищує комах.
Зазвичай сезон розмноження та кладки яєць припадає на період після сезону дощів. Яйця відкладають кладками до 12 штук, залежно від виду та розмірів самки.

## Розповсюдження
Поширені в Африці скрізь, окрім Мадагаскару. Більшість живуть в лісах на деревах або скелях, іноді підіймаються високо в гори, деякі види також пристосовуються до життя в селах, наприклад всередині солом'яних хатин.

## Види
- Agama aculeata
- Agama agama
- Agama anchietae
- Agama armata
- Agama atra
- Agama bocourti
- Agama bottegi
- Agama boueti
- Agama boulengeri
- Agama castroviejoi
- Agama caudospinosa
- Agama cornii
- Agama doriae
- Agama etoshae
- Agama finchi
- Agama gracilimembris
- Agama hartmanni
- Agama hispida
- Agama impalearis
- Agama insularis
- Agama kaimosae
- Agama kirkii
- Agama lebretoni
- Agama lionotus
- Agama mehelyi
- Agama montana
- Agama mossambica
- Agama mwanzae
- Agama paragama
- Agama persimilis
- Agama planiceps
- Agama robecchii
- Agama rueppelli
- Agama sankaranica
- Agama spinosa
- Agama sylvana
- Agama turuensis
- Agama wachirae
- Agama weidholzi